# Mackenzie Foy
 (avril 2017).
Si vous disposez d'ouvrages ou d'articles de référence ou si vous connaissez des sites web de qualité traitant du thème abordé ici, merci de compléter l'article en donnant les références utiles à sa vérifiabilité et en les liant à la section « Notes et références ».
Pour les articles homonymes, voir Foy.
Mackenzie Foy, née le 10 novembre 2000 à Los Angeles, est une actrice et mannequin américaine.
Elle s'est fait connaître après avoir joué le rôle de Renesmée Cullen dans le film de 2012 Twilight, chapitre V : Révélation, pour lequel elle a été nommée aux Young Artist Award comme meilleure actrice dans un second rôle,. Mais sa popularité explose après son interprétation de la jeune Murphy dans le film de science-fiction Interstellar (2014) pour laquelle elle a reçu des critiques très positives ainsi que de nombreuses distinctions.

## Biographie
Mackenzie Foy est née le 10 novembre 2000 à Los Angeles, en Californie et suit sa scolarité à domicile. Elle a un frère plus âgé. Elle a suivi des cours de ballet, jazz, claquettes et taekwondo. 

## Carrière
Elle fait ses premiers pas d'actrice à l'âge de 9 ans, dans les séries Pour le meilleur et le pire, Hawaii Five-0 et Flashforward. Puis en 2010, elle obtient le rôle de Renesmée Cullen dans l'adaptation cinématographique du quatrième et dernier roman de la saga Twilight, divisé en deux parties. Le premier film, Twilight, chapitre IV : Révélation, dans lequel Renesmée n’apparaît que quelques secondes, sort en 2011, et le second, Twilight, chapitre V : Révélation, en 2012. Afin de réaliser la croissance accélérée de son personnage, le visage de Mackenzie a été scanné puis rajeuni, et ensuite fixé sur les visages d'autres petites filles de différents âges, puis vieilli et ensuite fixé sur le visage d'une fille plus âgée. Même si le film reçoit des critiques mitigées, Mackenzie Foy est très nettement remarquée, et reçoit sa toute première nomination aux Young Artist Awards pour sa performance.
En 2011, elle rejoint la distribution d'un film indépendant, Plastic Jesus réalisé par Erica Dunton, où elle tient la vedette avec le jeune acteur Chandler Canterbury. Puis en 2012, elle tourne dans le nouveau film d'horreur de James Wan, Conjuring : Les Dossiers Warren, où elle incarne l'une des cinq sœurs Perron. Le tournage a lieu en Caroline du Nord et le film sort dans les salles américaines en juillet 2013. En février[Quand ?], elle apparaît également dans le dernier épisode de la deuxième saison de la série L'Heure de la peur, où elle y incarne Natalie, une fillette qui vit seule avec son grand-père et qui trouve une poupée malveillante. 
En octobre 2012, elle obtient le rôle principal de l'adaptation du roman de David Baldacci, Wish You Well, réalisée par Darnell Martin. En novembre de la même année, elle joue dans un nouvel épisode de L'Heure de la peur, cette fois dans le rôle de Georgia Lomin.

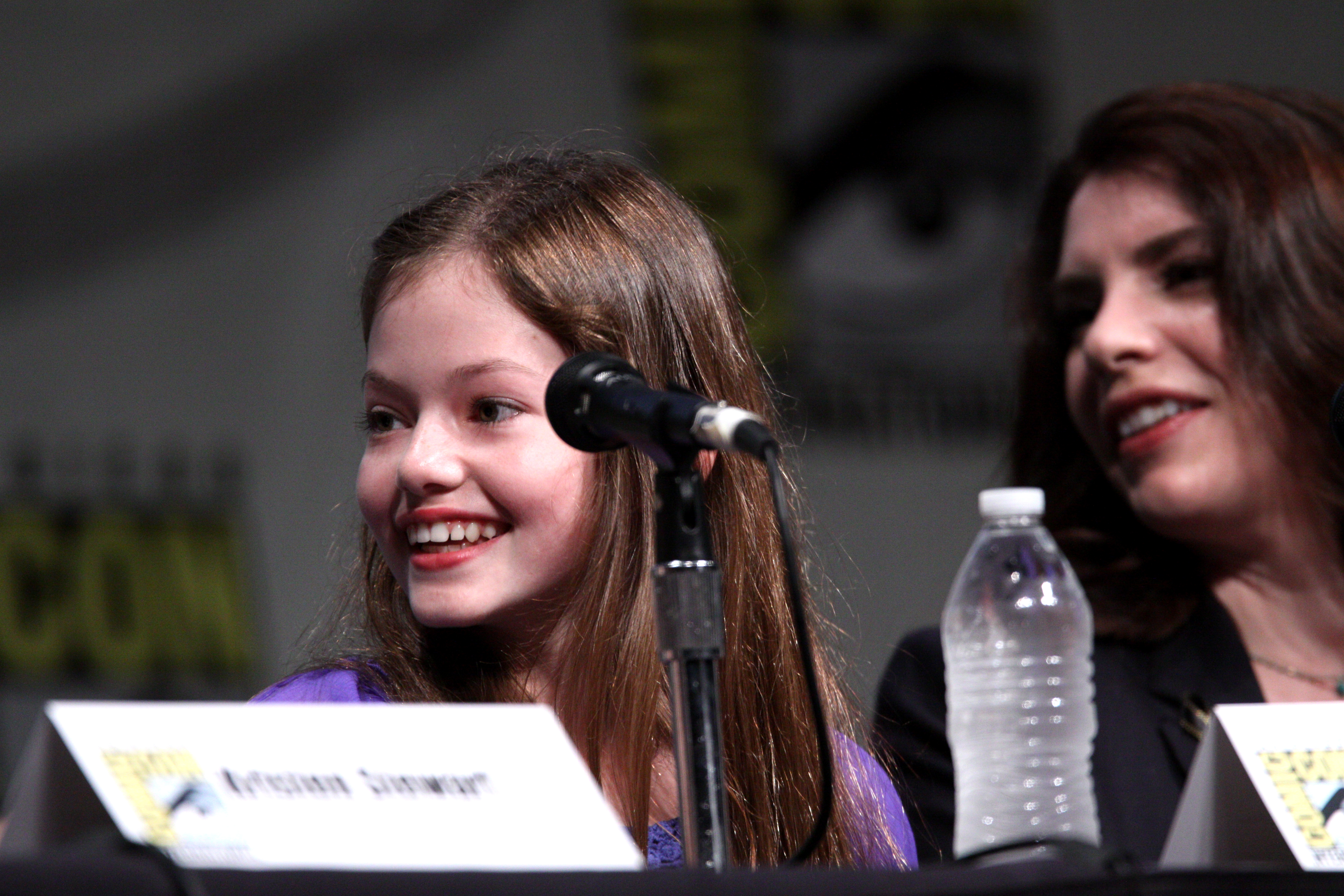
Mackenzie Foy avec Stephenie Meyer, l'autrice des livres Twilight.

En juillet 2013, Mackenzie Foy rejoint la distribution du film de Christopher Nolan, Interstellar, où elle joue la jeune Murphy, 10 ans, fille de Cooper, le personnage principal incarné par Matthew McConaughey. Le film lui donne également l'occasion de travailler avec Jessica Chastain et Timothée Chalamet. 
Elle prête également sa voix dans le film d'animation 3D Le Petit Prince, adapté du roman du même nom d'Antoine de Saint-Exupéry, ce qui lui permet de travailler au côté de Marion Cotillard et Rachel McAdams entre autres. Elle prête également sa voix au personnage de Célestine dans la version anglophone de Ernest et Célestine.
En 2018, elle interprète le rôle principal dans le film Casse-Noisette et les Quatre Royaumes de Lasse Hallström et Joe Johnston. Le film obtient globalement de bonnes critiques de la part de la presse et auprès du public. Avec Casse-Noisette et les Quatre Royaumes, elle peut jouer au côté des actrices : Helen Mirren et Keira Knightley.
En mai 2019 elle est annoncée dans la distribution de Black Beauty d'Ashley Avis, tiré du roman d'Anna Sewell.

### Mannequinat
Depuis le début de sa carrière de mannequin, Mackenzie a posé pour plusieurs marques de prêt-à-porter pour enfant, comme Garnet Hill, Guess Kids, Ralph Lauren, Children's Place, Target, H&M, JCrew, GAP, Jill Stuart ou Monnalisa. Elle est également apparue dans plusieurs publicités à la télévision, pour les marques Kohl's, Barbie, Disney, Fisher-Price, Pantene, T.G.I. Friday's, BlackBerry, ou encore Burger King.

## Filmographie

### Cinéma
- 2011 : Twilight, chapitre IV : Révélation : 1re partie : Renesmée Cullen
- 2012 : Twilight, chapitre V : Révélation : 2e partie : Renesmée Cullen
- 2012 : Ernest et Célestine de Stéphane Aubier, Vincent Patar et Benjamin Renner : Célestine (animation, doublage version anglophone)
- 2013 : Conjuring : Les Dossiers Warren (The Conjuring) de James Wan : Cindy Perron
- 2013 : Wish You Well de Darnell Martin : Lou Cardinal
- 2014 : Black Eyed Dog d'Erica Dunton : Daisy
- 2014 : Interstellar de Christopher Nolan : Murphy jeune
- 2014 : The Boxcar Children (en) de Daniel Chuba, Mark A.Z. Dippé et Kyungho Jo : Violet (animation)
- 2015 : Le Petit Prince de Mark Osborne : la petite fille (animation)
- 2018 : Casse-Noisette et les Quatre Royaumes (The Nutcracker and the Four Realms) de Lasse Hallström et Joe Johnston : Clara Stahlbaum
- 2020 : Black Beauty d'Ashley Avis : Joe Green
- 2026 : The Isolate Thief de John Suits
- en projet (actuellement en pré-production) : The Man Who Saved Paris de Dean Zanuck : Louise

### Télévision

#### Séries télévisées
- 2009 : Pour le meilleur et le pire (Til Death), épisode No Complaints : une fille
- 2009 : FlashForward, épisode Blowback : Kate Erskine
- 2010 : Hawaii 5-0 (Hawaii Five-0), épisode Ho'apono : Lily Wilson
- 2012 : L'Heure de la peur (R.L. Stine's The Haunting Hour), saison 2, épisode The Return of Lilly D : Natalie
- 2012 : L'Heure de la peur (R.L. Stine's The Haunting Hour), saison 3, épisode Red Eye : Georgia Lomin

#### Téléfilms
- 2014 : The Cookie Mobster de Kevin Connor : Sally
- 2015 : Jesse Stone: Lost in Paradise de Robert Harmon : Jenny

## Distinctions

### Récompenses
- Saturn Awards 2015 : Saturn Award du meilleur jeune acteur pour Interstellar (2014).

### Nominations
- Young Artist Awards 2013 : meilleure performance dans un film - Meilleure jeune actrice dans un second rôle pour Twilight, chapitres IV et V : Révélation
- Phoenix Film Critics Society Awards 2014 : meilleure performance par une jeune actrice dans un rôle principal ou secondaire pour Interstellar
- St. Louis Film Critics Association 2014 : meilleur second rôle féminin pour Interstellar
- Washington DC Area Film Critics Association Awards 2014 : meilleure performance par un(e) jeune acteur/actrice pour Interstellar
- Critics Choice Awards 2015 : meilleure jeune acteur/actrice pour Interstellar
- Young Artist Awards 2015 : meilleure performance dans un film - Meilleure jeune actrice dans un second rôle pour Interstellar
- Teen Choice Awards 2015 : meilleure actrice dans un film fantastique ou de science fiction pour Interstellar